# Duško Pijetlović

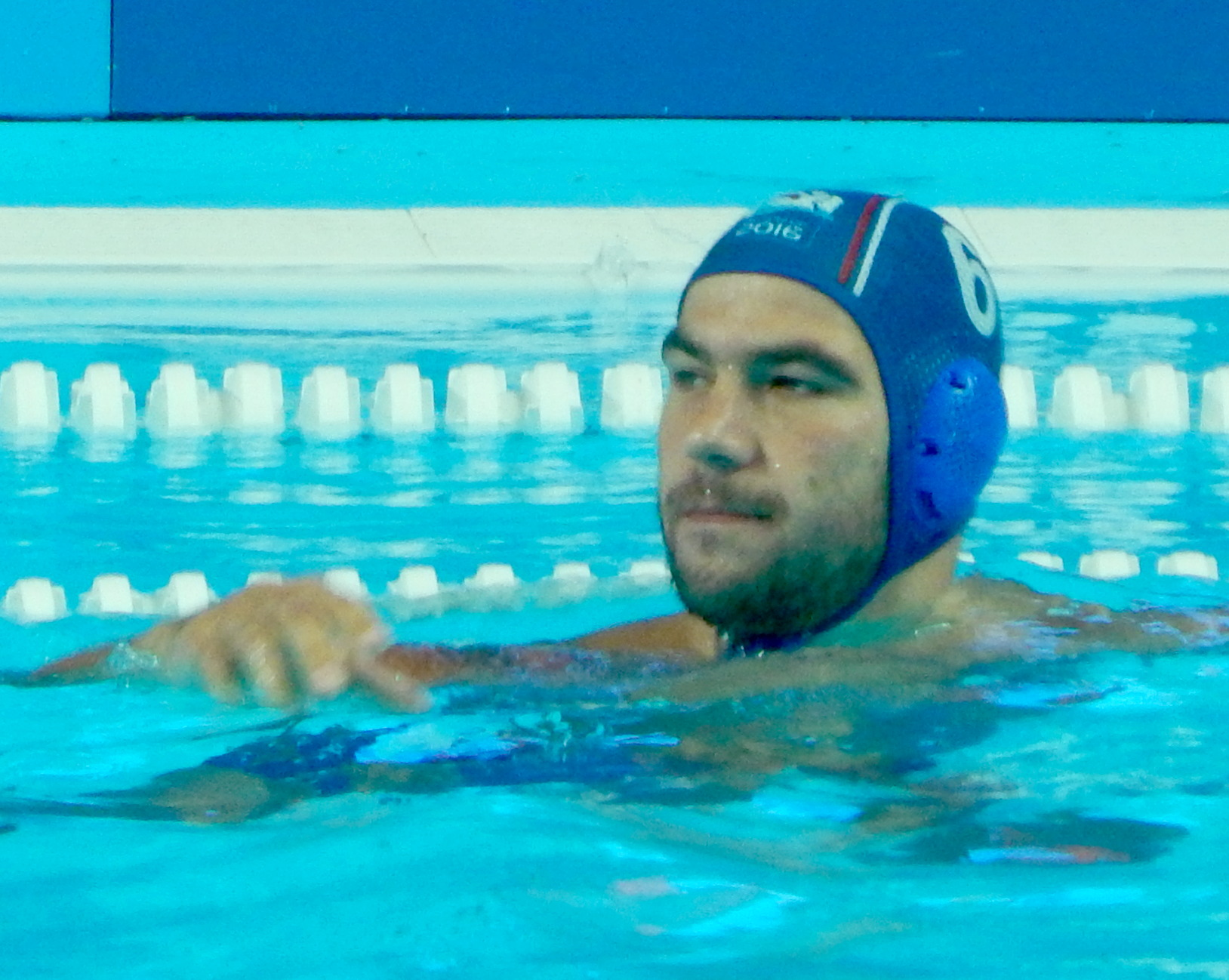
Duško Pijetlović (2015)

Duško Pijetlović (serbisch-kyrillisch Душко Пијетловић; * 25. April 1985 in Novi Sad) ist ein serbischer Wasserballspieler. Er war je zweimal Olympiasieger und Weltmeister sowie fünfmal Europameister.

## Sportliche Karriere
2006 trennten sich Serbien und Montenegro und der 1,97 m große Center rückte in die serbische Nationalmannschaft. 2006 war Belgrad Austragungsort der Europameisterschaft. Mit einem 9:8 im Finale gegen die ungarische Mannschaft gewannen die Serben den Titel. Im Jahr darauf belegten die Serben den vierten Platz bei der Weltmeisterschaft 2007 in Melbourne. Bei der Europameisterschaft 2008 in Malaga trafen im Finale die Mannschaften Montenegros und Serbiens aufeinander und Montenegro siegte mit 6:5. Im gleichen Jahr trat Duško Pijetlović in Peking erstmals bei Olympischen Spielen an. Die Serben belegten in der Vorrunde den dritten Platz hinter den Mannschaften aus den Vereinigten Staaten und aus Kroatien. Nach einem Viertelfinalsieg über Spanien und einer Halbfinalniederlage gegen das US-Team trafen die Serben im Spiel um eine Bronzemedaille auf die Mannschaft aus Montenegro, die Serben gewannen mit 6:4. Duško Pijetlović hatte im Turnierverlauf zwölf Tore erzielt, darunter vier beim 9:5 im Viertelfinale gegen Spanien.
2009 erkämpfte die serbische Nationalmannschaft mit Duško Pijetlović und seinem Bruder Gojko Pijetlović den Titel bei den Mittelmeerspielen in Pescara vor den Spaniern. Bei der Weltmeisterschaft in Rom gewannen die Serben das Endspiel gegen die Spanier im Fünfmeterschießen, wobei Duško Pijetlović im Finale ein Tor erzielte, am Fünfmeterschießen war er nicht beteiligt. 2010 folgte die Bronzemedaille bei der Europameisterschaft in Zagreb, nachdem die Serben im Halbfinale mit 9:10 gegen die kroatischen Gastgeber verloren hatten. 2011 bei der Weltmeisterschaft in Shanghai erreichten die Serben das Finale und unterlagen dann den Italienern mit 7:8. Anfang 2012 siegte Serbien im Finale der Europameisterschaft in Eindhoven gegen Montenegro. Bei den Olympischen Spielen in London gewannen die Serben ihre Vorrundengruppe. Nach einem Viertelfinalsieg gegen Australien verloren die Serben im Halbfinale gegen die Italiener und trafen im Spiel um Bronze wieder auf Montenegro. Die Serben gewannen dieses Spiel mit 12:11. Duško Pijetlović erzielte im Turnierverlauf neun Tore, davon zwei im Spiel um Bronze.
Bei der Weltmeisterschaft 2013 in Barcelona erreichten die Serben nur den siebten Platz. Duško Pijetlović warf insgesamt 14 Tore. 2014 besiegten die Serben im Finale der Europameisterschaft in Budapest die ungarische Mannschaft. Duško Pijetlović traf viermal, davon einmal im Finale. Bei der Weltmeisterschaft 2015 in Kasan bezwangen im Finale die Serben die Kroaten mit 11:4, wobei Duško Pijetlović im Finale ein Tor beisteuerte. Anfang 2016 gewannen die Serben den Titel bei der Europameisterschaft in Belgrad. Beim olympischen Wasserballturnier in Rio de Janeiro belegten die Serben in ihrer Vorrundengruppe nur den vierten Platz. Mit Siegen über Spanien im Viertelfinale und über Italien im Halbfinale erreichten die Serben gleichwohl das Finale und bezwangen dort die kroatische Mannschaft mit 11:7. Duško Pijetlović erzielte zwei seiner acht Turniertore im Finale.
2017 bei der Weltmeisterschaft in Budapest gewann das serbische Team die Bronzemedaille, nachdem sie im Halbfinale gegen die Kroaten verloren hatten. 2018 siegte Serbien bei den Mittelmeerspielen in Tarragona vor der griechischen Mannschaft. Einen Monat später siegte Serbien bei der Europameisterschaft in Barcelona nach Fünfmeterschießen im Finale gegen Spanien. Duško Pijetlović warf drei Tore, im Finale ging er leer aus. Nachdem die serbische Mannschaft sowohl bei der Weltmeisterschaft 2019 als auch bei der Europameisterschaft 2020 lediglich den fünften Platz belegt hatte, flog sie nicht als Favorit zu den Olympischen Spielen in Tokio. Serbien unterlag in der Vorrunde gegen Spanien und Kroatien. Nach einem Viertelfinalsieg über Weltmeister Italien und einem Halbfinalsieg über die Spanier gewannen die Serben das Finale gegen die Griechen mit 13:10.
Auf Vereinsebene spielte Duško Pijetlović bis 2011 bei VK Partizan Belgrad und danach von 2011 bis 2012 und von 2014 bis 2017 in Italien bei Pro Recco. Er war zweimal mit Pro Recco italienischer Meister. Außer in Italien war er auch in Russland und in Ungarn aktiv.